# Brunkebergsåsen

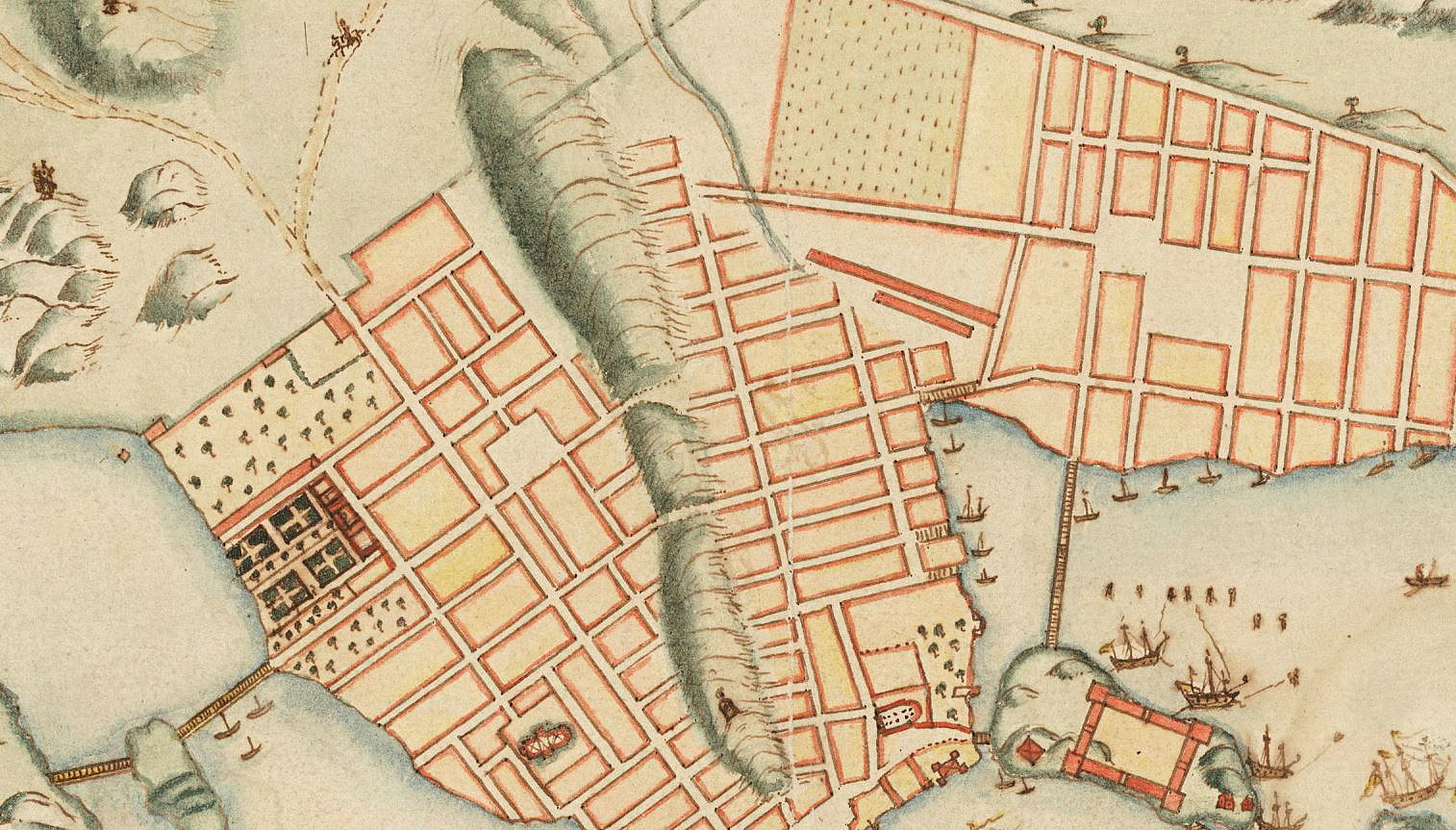
Brunkebergsåsens läge på Norrmalm, 1642.

Brunkebergsåsen är en rullstensås i nord-sydlig riktning på Norrmalm och i delar av Vasastaden i centrala Stockholm. Brunkebergsåsen är en del av Stockholmsåsen.

## Historik

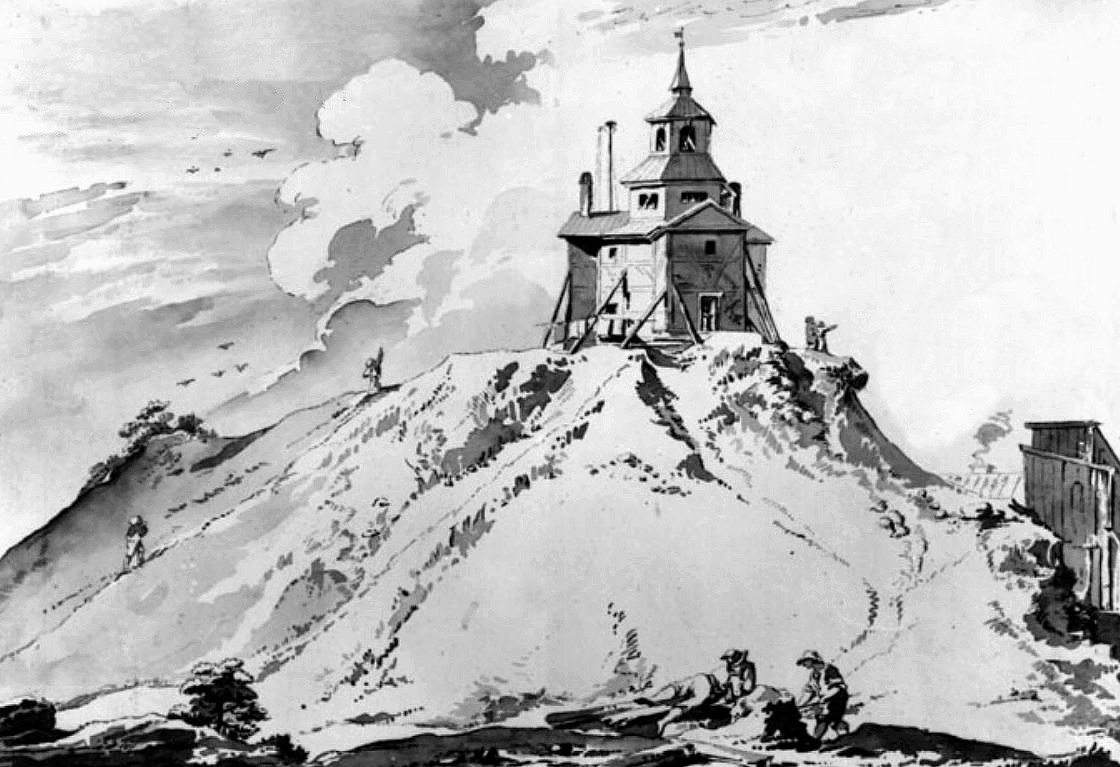
Brunkebergsåsens vårdtorn enligt Jean Erik Rehn, 1760.

Enligt en teori har åsen fått sitt namn efter drotsen Johan von Brunkow, även kallad Brunke. Enligt en annan uppfattning härrör förleden brunke från ordet "brant", troligen besläktat med brink. Namnet Brunkeberg finns även på annat håll i Norden.
Under 1600- och 1700-talen fanns stadens vårdtorn på Brunkeberg. Tornet stod på södra delen av nuvarande Brunkebergstorg, ungefär i dagens kvarteret Trollhättan som sedan 1976 upptas av Gallerian och dess byggnader. Från tornet hade man god utsikt över staden och kunde se om någon eldsvåda brutit ut. Med hjälp av signaler, klockklang, flaggor på dagarna och lyktor på nätterna kunde man visa var det brann.

## Åsen schaktades bort
Brunkebergsåsen har genom åren till en stor del schaktats bort på Norrmalm, exempelvis ligger dagens Brunkebergstorg cirka 20 meter lägre än den ursprungliga åsen. Åsen sträckte sig ursprungligen från Johannes kyrka i norr till Brunkebergstorg i söder, men den södra delen är sedan länge bortfraktad för att bereda plats för bebyggelse och infrastruktur. Mellan åren 1906 och 1911 byggdes Kungsgatan rakt genom åsen och i samband med den så kallade Norrmalmsregleringen på 1950- till 1960-talet försvann mycket.
En välkänd del av åsen som försvunnit var den så kallade Hamngatsbacken, som förr korsade Malmskillnadsgatan i samma plan, och inte som idag då Malmskillnadsgatan går över Hamngatan på en viadukt. Åsen märks fortfarande tydligt kring Johannes kyrka, Observatorielunden, Vanadislunden samt gångtunneln genom åsen, Brunkebergstunneln. En stor del av massorna från åsen har använts för att fylla ut i Klara sjö och i Barnhusviken.

## Bilder

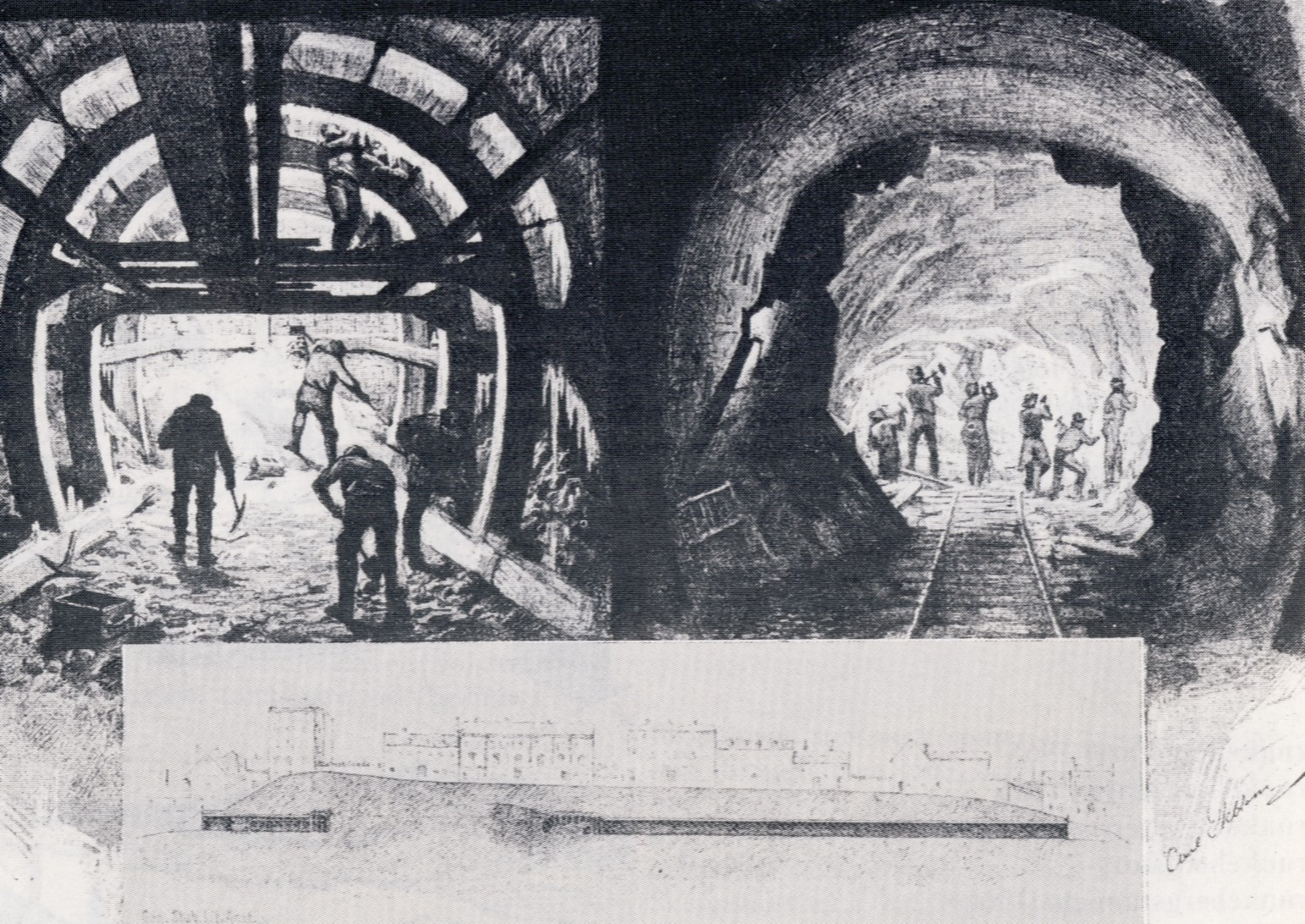
Brunkebergstunneln grävs genom åsen, 1886
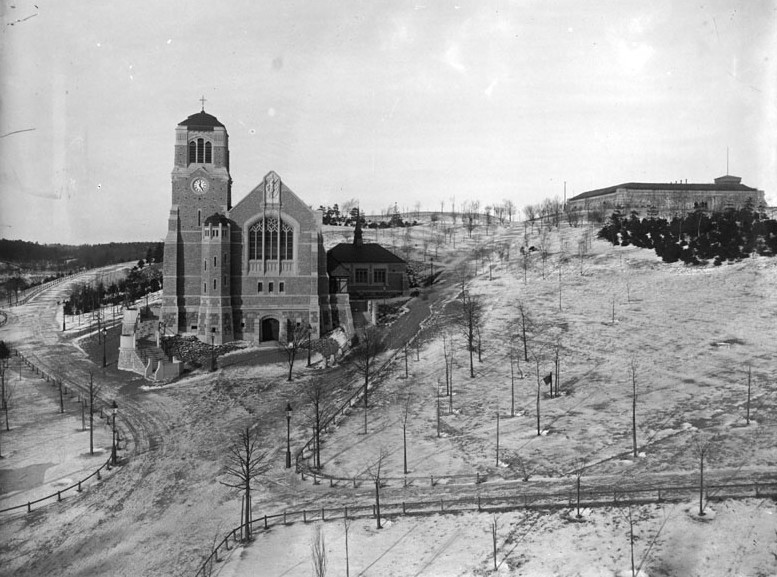
Vanadislunden är en del av Brunkebergsåsen, 1915
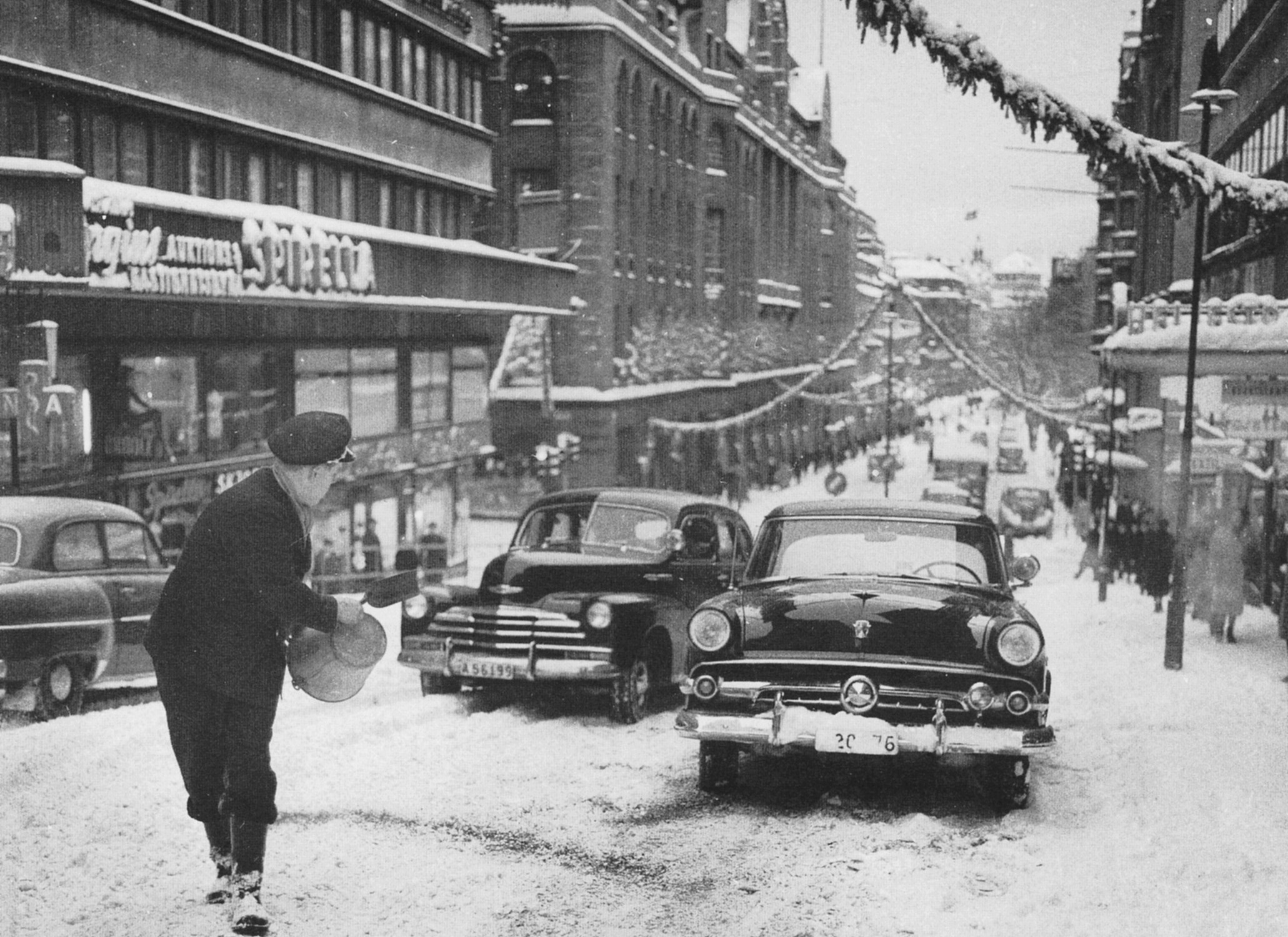
Bilar kämpar upp för Hamngatsbacken, som var en rest av åsen, 1955
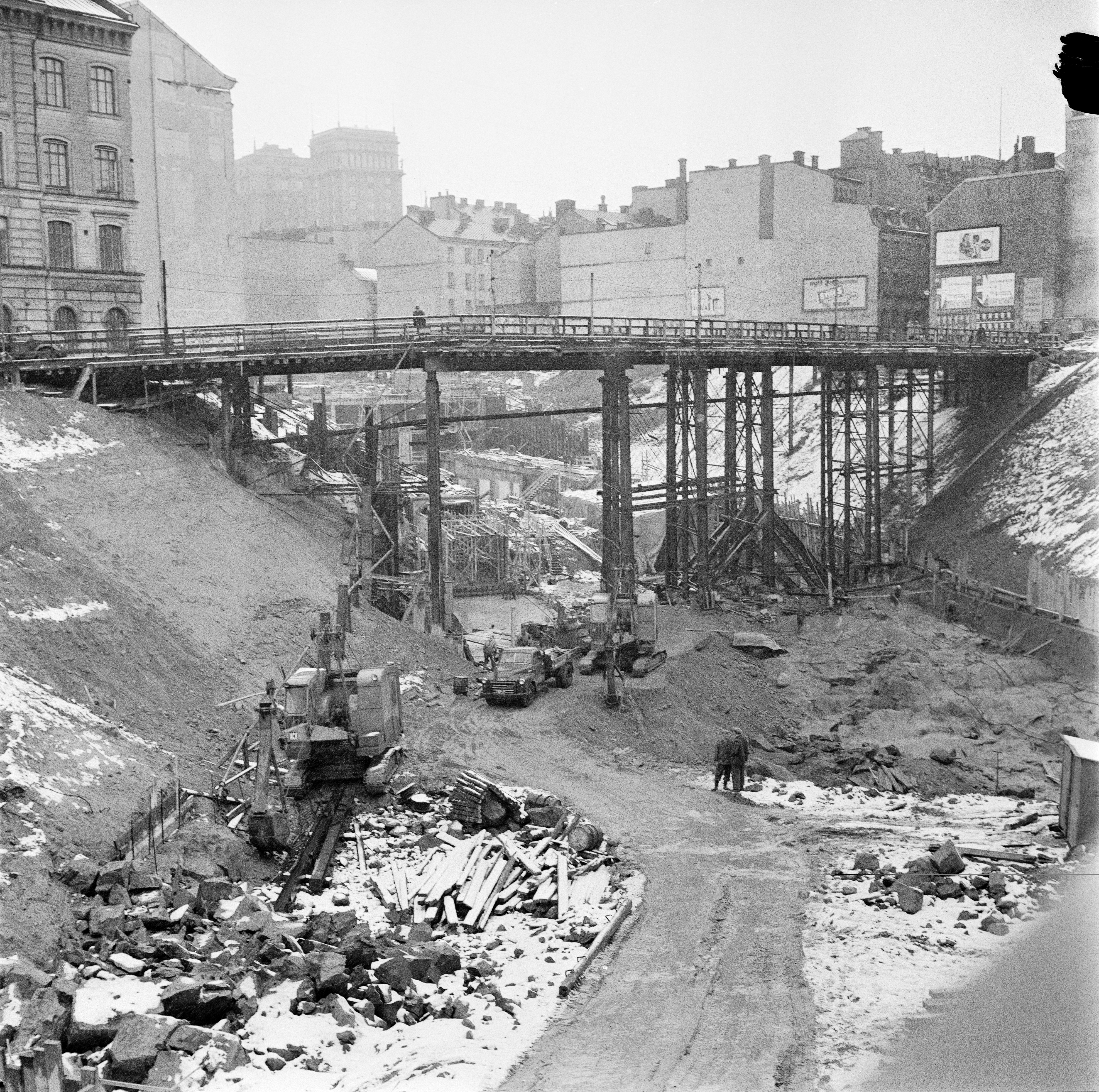
Tunnelbanebygget skär genom åsen, 1956